# 신난요역
신난요역(일본어: 新南陽駅 신난요우에키[*])은 일본 야마구치현 슈난시에 있는 서일본 여객철도 · 일본화물철도 산요 본선의 역이다. 섬식 승강장 1면 2선의 구조를 지닌 지상역이다.

## 타는 곳
| 플랫폼 | 노선        | 방향   | 행선지                 |
| ------ | ----------- | ------ | ---------------------- |
| 1      | ■ 산요 본선 | 상행선 | 도쿠야마 · 야나이 방면 |
| 2      | ■ 산요 본선 | 하행선 | 호후 · 신야마구치 방면 |

## 화물 역
- 컨테이너 화물 : 12 ft 컨테이너, 20 ft·30 ft 대형 컨테이너, 20 ft ISO 규격 해상 컨테이너를 취급한다.
- 차급 화물 - 영업 만으로 열차의 설정은 없다.
- 산업폐기물 · 특수 산업 폐기물의 허가를 얻는다.

## 이용 현황
| 연도   | 하루 평균 승차 인원 | 연도   | 하루 평균 승차 인원 |
| 2000년 | 1,124명             | 2006년 | 1,109명             |
| 2001년 | 1,057명             | 2007년 | 1,166명             |
| 2002년 | 1,048명             | 2008년 | 1,237명             |
| 2003년 | 1,068명             | 2009년 | 1,197명             |
| 2004년 | 1,075명             | 2010년 | 1,185명             |
| 2005년 | 1,082명             |        |                     |
| ------ | ------------------- | ------ | ------------------- |

## 역 주변
- 에이겐잔 공원
- 유메 타운 신난요
- 야마다 전기 테크랜드 신난요점
- 슈난 시 신난요 시민회관
- 슈난 시 신난요 체육관
- 슈난 시 사회문화홀
- 슈난 시 신난요 종합복지센터
- 슈난 시립 신난요 시민병원
- 야마구치 은행 · 사이쿄 은행 · 히가시야마구치 신용금고 돈다 지점
- 신난요 상공회의소

## 역사
- 1926년 4월 18일 : 스오톤다역(일본어: 周防富田駅)으로서 개업.
- 1980년 10월 1일 : 신난요역으로 개칭.
- 1987년 4월 1일 : 민영화에 따라, 서일본 여객철도로 이관.

## 인접 정차역
| 서일본 여객철도 산요 본선 | 서일본 여객철도 산요 본선 | 서일본 여객철도 산요 본선 |
| ------------------------- | ------------------------- | ------------------------- |
| 도쿠야마 고베 방면        | ■ 산요 본선               | 후쿠가와 모지 방면        |